# Żółta kartka (film)
Żółta kartka (ang. Yellow Card) – zimbabwejski komediodramat z 2000 roku w reżyserii Johna Ribera. Jego twórcy postanowili zwrócić uwagę młodych ludzi w Afryce na problem związków seksualnych oraz spraw z nimi związanych – nieplanowanych ciąż, odpowiedzialności za dziecko wśród nieletnich rodziców, zagrożeń związanych z chorobami przenoszonymi drogą płciową, niefachowej aborcji, zarażania HIV. Celem projektu nie było udzielanie porad, lecz raczej skłonienie młodych ludzi do rozmowy na temat rodziny, zdrowia, seksu i własnej kariery.
Żółta kartka jest przykładem programu Edutainment, który odniósł duży sukces, między innymi dzięki temu, że zastosowano nietypowe podejście do problemu. Bohaterem opowiedzianej historii jest Tiyane Tumba, 17-letni, rokujący nadzieję na karierę piłkarz. Wskutek kontaktów seksualnych z koleżankami nieoczekiwanie zostaje ojcem. W ten sposób nieplanowana ciąża wpływa na zmianę planów życiowych, zmusza do porzucenia marzeń zostania piłkarzem i zajęcia się dzieckiem.
Fabuła filmu, choć lekka, dotyka poważnych tematów. Stara się łączyć elementy zabawne (na przykład ukazując Tiyane jako piłkarza z nosidełkiem na plecach) z poważną dyskusją na temat życia rodzinnego i kariery młodych ludzi. W ten sposób 17-letni ojciec, nie tylko opisuje swoją historię, ale także rozmawia z rówieśnikami na temat dzieci, relacji rodzinnych, chorób, aborcji, a także problemu AIDS. Tytułowa żółta kartka jest więc tu symbolem ostrzeżenia, że od tej pory należy w życiu być odpowiedzialnym, albo „gra” może się zakończyć.
W roli głównych bohaterów zgodzili się wystąpić profesjonalni aktorzy. W ten sposób występujące w filmie gwiazdy przyciągały przed ekran dodatkową widownię. Oprócz tego, aby zwrócić uwagę młodzieży, przygotowano również promujące film spoty, piosenki, blogi, konkursy, newslettery i publikacje, a także stronę internetową, na której zamieszczano także wiele ciekawostek na temat powstawania filmu.
„Żółta kartka” okazała się produkcją uniwersalną, którą wyświetlano w kinach nie tylko w Zimbabwe, ale także w Kenii, Ugandzie, Tanzanii, Zambii, Burkina Faso, Wybrzeżu Kości Słoniowej, Gambii, Gwinei, Mali, Mauretanii, Mozambiku, Nigerii, Senegalu i Południowej Afryki.
Film powstał w wersji anglojęzycznej, którą następnie przetłumaczono na portugalski, francuski i suahili. Łącznie w Afryce Żółtą kartkę obejrzało kilkadziesiąt milionów, głównie młodych osób. Popularność tej produkcji kinowej sprawiła, że film emitowano również w kanałach telewizji narodowych, z myślą o telewizji nakręcono również 13-odcinkowy serial opowiadający historię Tiyane.

## Efektywność edutainment
Skuteczność przekazu edukacyjnego filmu Żółta Kartka została zbadana w 2001 r. przez Media for Development Trust (dane za The Communication Initiative). W Zimbabwe rozpoznawalność filmu wśród grupy docelowej była bardzo wysoka – film widziało 74% badanej młodzieży. Jak się okazało produkcja była popularna nie tylko w grupie wiekowej 15-24 lat, ale także wśród osób dorosłych. Ponadto 57% osób, które obejrzało raz film, zdecydowało się obejrzeć go później po raz kolejny. 97% osób badanych było przekonanych, że film niesie wartościowy ładunek edukacyjny. Oglądający zapamiętali różne elementy złożonego przekazu. Na pytanie, czego nauczyłeś się z filmu, 23% respondentów odpowiedziało, że należy wstrzymać się od seksu przed ślubem, 19% uznało, że należy wstrzymać się od seksu na etapie edukacji szkolnej, 17%, że stosunki seksualne mają negatywne konsekwencje, 11%, że trzeba być wiernym, ale tylko 4% stwierdziło, że przede wszystkim należy używać prezerwatyw. Badania (jakościowe) po obejrzeniu filmu przeprowadzono również w Mozambiku. Tam wśród młodych ludzi odnotowano większą świadomość w zakresie stosowania prezerwatyw.